# بيتر راسيل (رجل أعمال)
بيتر راسيل (بالإنجليزية: Angus Russell)‏ هو شخصية أعمال بريطاني، ولد في 2 يناير 1956.